# Паннелла, Марко
Джачинто Паннелла (итал. Giacinto Pannella), более известен как Марко Паннелла (итал. Marco Pannella; 2 мая 1930, Терамо, Абруццо — 19 мая 2016, Рим) — итальянский политик и журналист, один из основателей Радикальной партии Италии.

## Биография
Родился 2 мая 1930 года в Терамо, сын Леонардо Паннелла и Андре Эстакон (Andrè Estachon). В юности входил в левую студенческую организацию Unione goliardica italiana.
Получил высшее юридическое образование в Урбинском университете в 1955 году. Будучи членом либеральной молодёжной организации, в том же 1955 году оказался в числе основателей Радикальной партии, в которую оформилось отколовшееся от Либеральной партии левое крыло. В 1963 году возглавил Радикальную партию, где содействовал развитию антиклерикального и антимилитаристского направлений деятельности и в конечном итоге стал её бесспорным лидером, хотя дважды оставлял должность секретаря ради обеспечения принципа сменяемости руководства. Являясь сторонником ненасильственной борьбы за обеспечение гражданских прав, Паннелла сделал основным инструментом Радикальной партии референдумы, но использовал и такие демонстративные шаги, как акции гражданского неповиновения и голодовки. В числе своих целей он декларировал также распространение практики соблюдения прав человека на страны советского блока.
После провала Радикальной партии на парламентских выборах 1958 года, где она выступала единым списком с Республиканской партией, Паннелла в 1959 году призвал к объединению всех левых сил для формирования нового правительства, в том числе и с участием коммунистов. В 1965 году он возглавил движение за легализацию разводов в Италии, которое неожиданно для многих завершилось триумфальным успехом. В 1968 году был арестован в Софии за участие в акции протеста против ввода войск Варшавского договора в Чехословакию, в том же году впервые провёл голодовку протеста. С 8 сентября 1973 года по 28 марта 1974 года Паннелла издавал ежедневную газету Liberazione, в тот же период Радикальная партия начала борьбу за легализацию абортов и лёгких наркотиков, но долгая борьба за разрешение абортов привела к референдуму 17 мая 1981 года, на котором 67,9 % избирателей высказались против. В разные годы Паннелла возглавлял XIII округ Рима, входил в коммунальные советы нескольких городов (в том числе Рима и родного Терамо), в региональные советы Лацио и Абруццо.

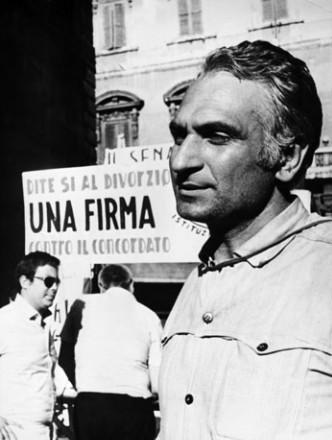
Паннелла в 1974 году на манифестации за легализацию разводов.

За три десятилетия с 50-х по 1989 год, когда Радикальная партия была реорганизована в Транснациональную радикальную партию, её сторонники собрали в общей сложности около пятидесяти миллионов подписей за проведение множества референдумов по разным вопросам: отмена смертной казни, голод в мире, законодательство о выборах, ситуация в тюрьмах. С помощью Паннеллы впервые стал депутатом парламента в 1979 году сицилийский писатель Леонардо Шаша. В 1983 году по партийному списку был избран в Палату депутатов лидер леворадикальной группировки Autonomia Operaia Тони Негри, а в 1987 году — порнозвезда Чиччолина, которая по количеству полученных голосов оказалась на втором месте в списке после самого Паннеллы. В 1995 году, проводя кампанию за легализацию лёгких наркотиков, Паннелла был арестован за сбыт запрещённых веществ, когда начал их раздавать перед специально приглашёнными на акцию телекамерами. Позднее в том же году он появился на телепередаче журналистки Альды Д'Аузанио L’Italia in diretta на канале TG2 и начал угощать присутствующих гашишем.
С 1976 по 1994 год Паннелла состоял в Палате депутатов VII, VIII, IX, X и XI созывов (сначала представлял Радикальную партию, а в два последних из этих созывов, в X и XI, то есть с 1987 по 1994 год, входил во фракцию европейских федералистов). С 1979 по 2009 год являлся депутатом Европарламента первых шести созывов. В 1979 и 1984 годах избирался от Радикальной партии, в 1989 — от Светского полюса (либералы-радикалы-федералисты), в 1994 — по списку «Паннелла-реформаторы», в 1999 и 2004 годах — по списку Эммы Бонино.

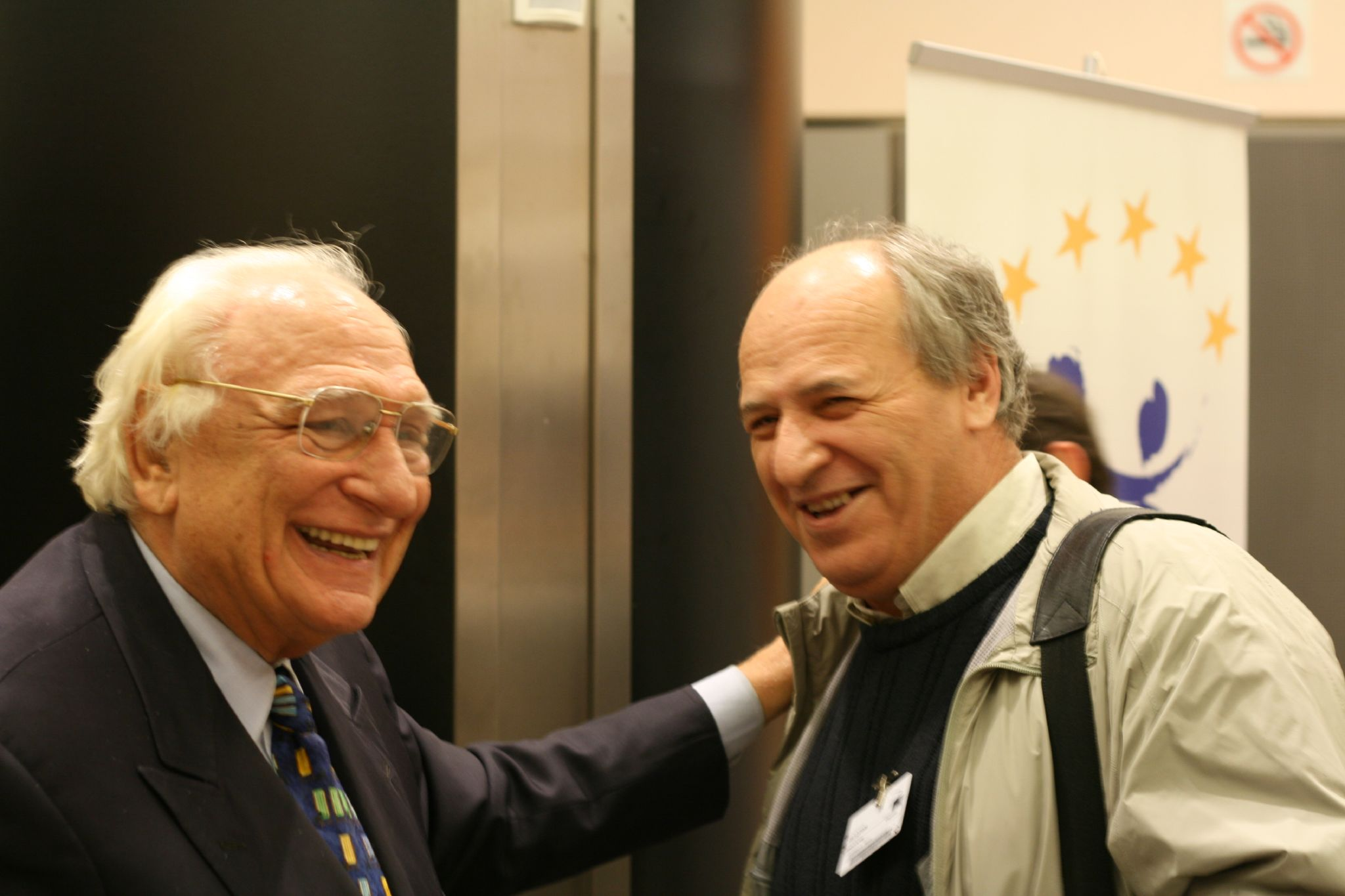
Паннелла 7 декабря 2006 года с бывшим министром здравоохранения ЧРИ в правительстве Масхадова Умаром Ханбиевым.

В 2005 году на основе политического союза «итальянских радикалов», Ассоциации Луки Кошони, партии Итальянские демократические социалисты и других была сформирована партия либерально-социалистического направления Роза в кулаке, от которой Паннелла в 2006 году безуспешно пытался пройти в Сенат (в 2007 году «Роза в кулаке» развалилась, и Паннелла вернулся к возродившимся «итальянским радикалам»). В том же 2007 году он также неудачно пытался пройти в руководство Демократической партии, а в парламентских выборах 2013 года участвовал по списку «Амнистия, справедливость и свобода» (Lista Amnistia, Giustizia e Libertà), который не смог преодолеть процентный барьер.
18 июля 2013 года 83-летний Паннелла объявил о готовности начать новую «сухую» голодовку с требованием амнистии и смягчения условий тюремного заключения в Италии (он заявил, что проведёт однодневную забастовку, а затем по состоянию здоровья примет решение о дальнейших действиях). На пресс-конференции Паннелла заявил, что, с учётом гражданских и уголовных процессов 15 миллионов итальянских семей страдают от злоупотребления законом. Кроме того, он потребовал ввести понятие «пытка» также применительно к заключённым и призвал судей и тюремные администрации нарушать тюремный режим в случаях, когда он нарушает права человека.
18 мая 2016 года около полудня был доставлен в римскую клинику Мадонны Милосердной (clinica di Nostra Signora della Mercede) и скончался там 19 мая около двух часов дня.

## Личная жизнь
В течение нескольких десятилетий Паннелла находится в связи с гинекологом Миреллой Паракини (Mirella Parachini) — по его утверждению, с некоторого времени они имели достаточную степень свободы друг от друга. На вопрос журналистки: «Правда ли, что у неё по-прежнему есть ключи от вашей квартиры?», тот ответил: «Разумеется. Тем более, что я живу в её квартире». Выкуривал по три пачки сигарет в день.
21 февраля 2015 года, выступая в телевизионной программе регионального канала Абруццо Teleponte, Паннелла заявил, что совершенно точно имеет одного сына от некой замужней неаполитанки с французским именем, муж которой считает его своим. Паннелла видел ребёнка несколько раз в первые годы его жизни, но впоследствии не поддерживал связи. В той же программе он допустил вероятность существования у него и второго сына.
В 1988 году перенёс операцию на сердце, в 2014 году — ещё одну по поводу аневризмы аорты. В 2014 году сказал в интервью, что болен раком правого лёгкого и раком печени, но по более точным сведениям страдал раком лёгкого с метастазами в печени.

## Галерея

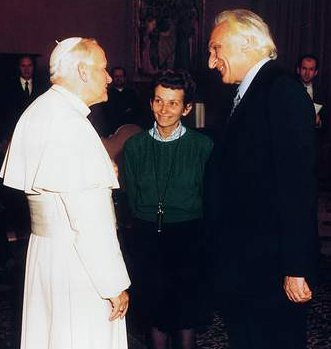
С Иоанном Павлом II и Эммой Бонино.
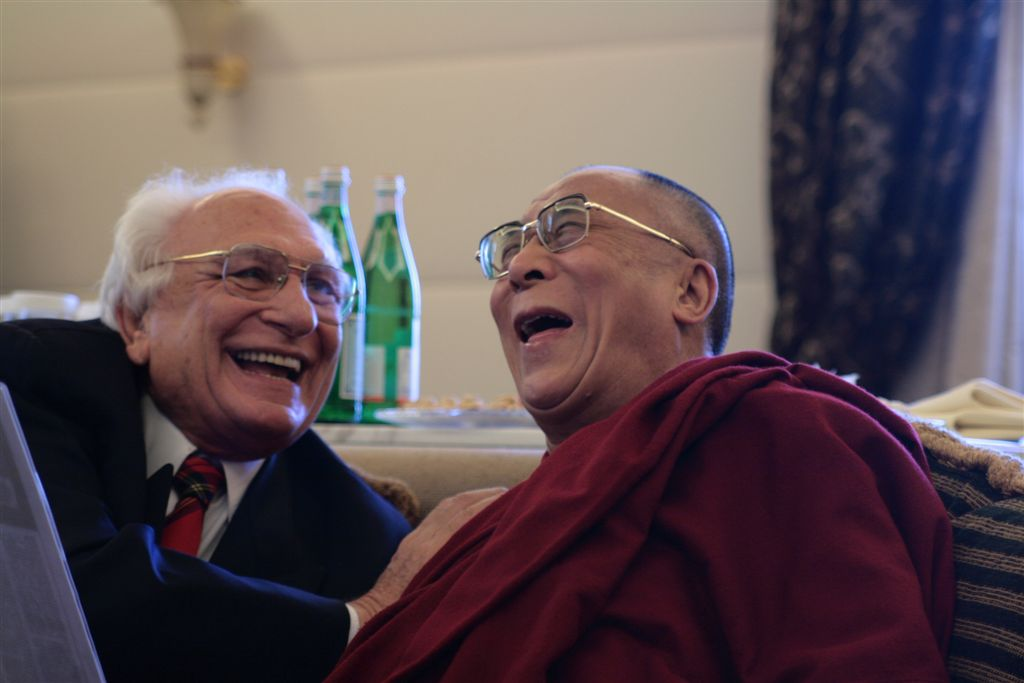
С Далай-ламой 14 декабря 2007 года.
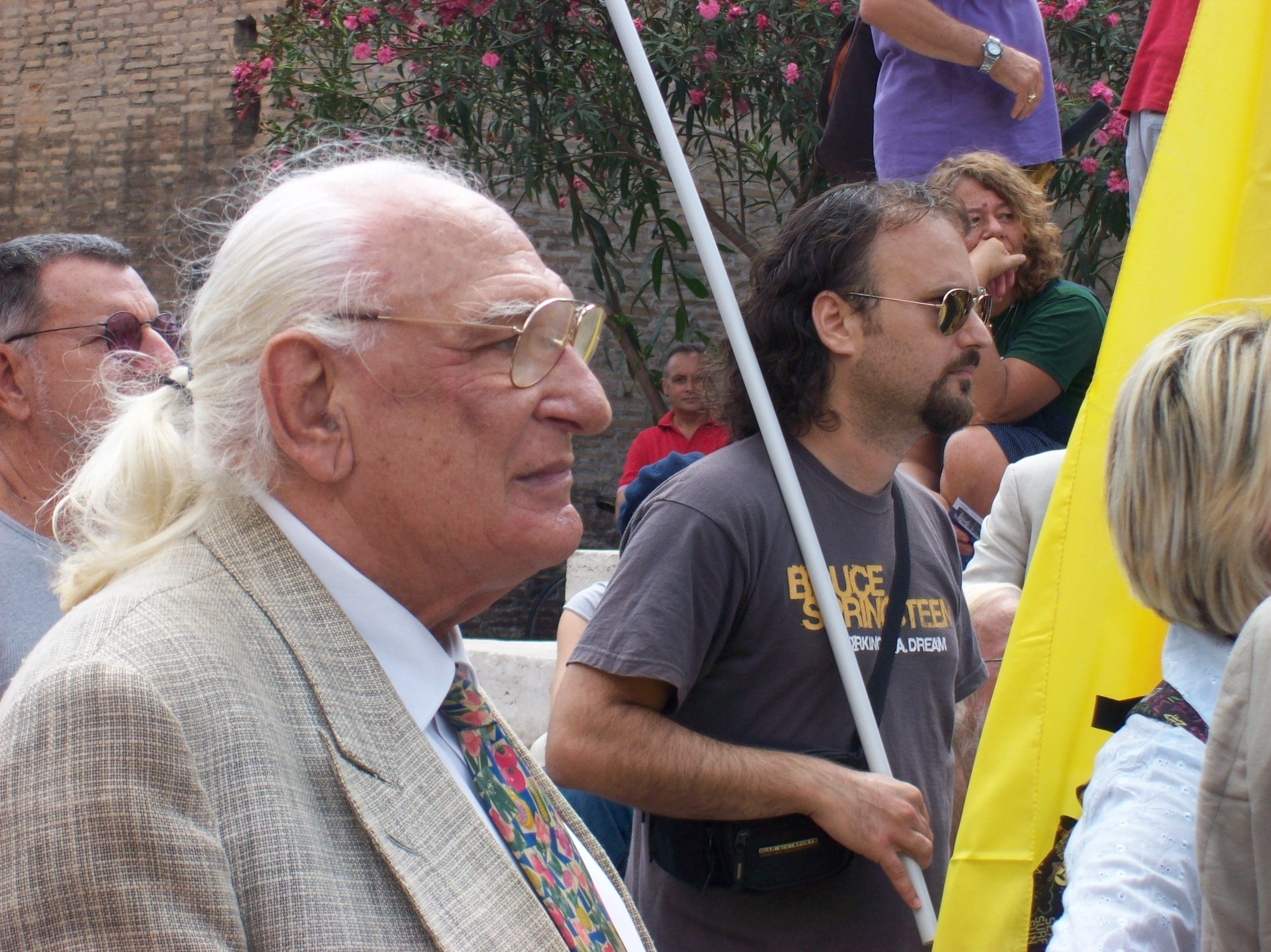
На манифестации 19 сентября 2010 года в честь 140-летия вступления итальянских войск в Рим в период Рисорджименто.